# Normal (2003)
Normal é um telefilme de drama americano de 2003, produzido pela HBO Films, que se tornou uma seleção oficial no Festival Sundance de Cinema de 2003. Jane Anderson, escritora e diretora do filme, adaptou sua própria peça, Looking for Normal. O filme é sobre um operário fictício do meio-oeste chamado Roy Applewood, que surpreende sua esposa há 25 anos ao dizer que deseja se submeter a uma cirurgia de redesignação sexual e fazer a transição para uma mulher.
Em uma entrevista à HBO, Anderson foi questionada: "Você se baseou em alguma fonte quando estava pesquisando isso? Ou foi puramente fruto da sua imaginação?", Ao que ela respondeu: "Oh, é minha imaginação, é tudo ficção." Ela também disse que queria usar a peça “como uma metáfora para um estudo do casamento”, chamando a transição de “traição final”.

## Enredo
Roy Applewood (Tom Wilkinson), após desmaiar na noite de seu 25º aniversário de casamento, choca sua esposa Irma (Jessica Lange) ao revelar planos de transição para uma mulher chamada Ruth. Enquanto Ruth tenta manter a família unida, a reação inicial de Irma é separar-se dela. Patty Ann (Hayden Panettiere), sua filha, é mais receptiva, mas Wayne (Joseph Sikora), seu filho, luta com a transição. Ele zomba de Ruth após receber uma carta de explicação.
O filme segue a história fictícia da personagem Ruth na representação de sua transição. Ela compra roupas femininas, usa brincos e passa perfume. Ela encontra uma pichação em seu caminhão "Você não é normal". Sua mãe decide não contar ao pai. Ela é expulsa do coro da igreja. Irma encontra Ruth no celeiro com uma arma apontada para a cabeça. Ela a convida de volta para casa. Sua filha adolescente acabou de menstruar e não gosta de ser menina. O filho deles, Wayne, chega em casa no Dia de Ação de Graças e acaba brigando com Ruth. O filho grita obscenidades para ela e depois chora em seus braços. Depois de um ano, ela vai para a cirurgia com total apoio de Irma.
Ruth enfrenta o ostracismo na igreja e no trabalho. Ela encontra compreensão em seu chefe, Frank, mas não em seu ministro. No final, Irma descobre que o amor transcende o gênero e a família sobrevive.

## Elenco
- Jessica Lange como Irma Applewood
- Tom Wilkinson como Roy/Ruth Applewood
- Clancy Brown como Frank
- Hayden Panettiere como Patty Ann Applewood
- Joseph Sikora como Wayne Applewood
- Richard Bull como Roy Applewood, Sr.
- Mary Seibel como Em Applewood
- Randall Arney como Reverendo Dale Muncie
- Rondi Reed como Beth, irmã de Roy/Ruth

## Recepção
Robert Pardi, do TV Guide, revisou o filme e afirmou: "A roteirista e diretora Jane Anderson tenta encaixar sua própria peça na tragédia da TV", "mas é um ajuste estranho" e "Embora as atuações sejam excelentes, o distanciamento do filme não' não combina com o material bizarro".
No Rotten Tomatoes o filme tem 100% de aprovação com base em 7 avaliações e nota média de 7,2/10.

## Prêmios e indicações
Normal foi indicado a três Globos de Ouro, ganhou um Primetime Emmy Award e foi indicado a outros cinco.
Jessica Lange e Tom Wilkinson receberam indicações de atuação para o Globo de Ouro, Primetime Emmy e Satellite Awards.
| Ano  | Associações                | Categoria                                                 | Nomeações                                                          | Resultado |
| ---- | -------------------------- | --------------------------------------------------------- | ------------------------------------------------------------------ | --------- |
| 2003 | Primetime Emmy Awards      | Melhor ator em minissérie ou telefilme                    | Tom Wilkinson                                                      | Indicado  |
| 2003 | Primetime Emmy Awards      | Melhor atriz em minissérie ou telefilme                   | Jessica Lange                                                      | Indicada  |
| 2003 | Primetime Emmy Awards      | Melhor Filme para televisão                               | Normal                                                             | Indicado  |
| 2003 | Primetime Emmy Awards      | Melhor Design de Título Principal                         | Antoine Tinguely, Jasmine Jodry, Jakob Trollbeck, Laurent Fauchere | Indicados |
| 2003 | Primetime Emmy Awards      | Melhor Maquiagem para Minissérie, Filme ou Especial       | Hallie D'Amore, Linda Melazzo, Dorothy J. Pearl                    | Venceram  |
| 2003 | Primetime Emmy Awards      | Melhor Roteiro em minissérie, filme ou especial dramático | Jane Anderson                                                      | Indicada  |
| 2004 | Directors Guild of America | Melhor Realização de Direção em Filmes para Televisão     | Jane Anderson                                                      | Indicada  |
| 2004 | GLAAD Media Awards         | Melhor Filme para Televisão ou Minissérie                 | Normal                                                             | Indicado  |
| 2004 | Globo de Ouro              | Melhor Ator – Minissérie ou Telefilme                     | Tom Wilkinson                                                      | Indicado  |
| 2004 | Globo de Ouro              | Melhor Atriz – Minissérie ou Telefilme                    | Jessica Lange                                                      | Indicada  |
| 2004 | Globo de Ouro              | Melhor Minissérie ou Telefilme                            | Normal                                                             | Indicado  |
| 2004 | Gracie Allen Awards        | Melhor Protagonista Feminina – Especial Dramático         | Jessica Lange                                                      | Venceu    |
| 2004 | Prêmios Satellite          | Melhor Ator – Minissérie ou Telefilme                     | Tom Wilkinson                                                      | Indicado  |
| 2004 | Prêmios Satellite          | Melhor Atriz – Minissérie ou Telefilme                    | Jessica Lange                                                      | Indicada  |
| 2004 | Prêmios Satellite          | Melhor Minissérie ou Telefilme                            | Normal                                                             | Indicado  |